# Regierung Bluhme II
Die konservative Regierung Bluhme II (dän. regeringen Bluhme II) unter Konseilspräsident C. A. Bluhme war die dänische Regierung vom 11. Juli 1864 bis zum 6. November 1865. Amtierender König war Christian IX.
Das Kabinett war das zweite von zweien unter Bluhme sowie das insgesamt zwölfte seit der dänischen Märzrevolution. Es bestand aus den folgenden Ministern:
- Konseilspræäident und Außenminister: C.A. Bluhme
- Finanzminister: C.G.N. David
- Innenminister:

Fritz Tillisch
- Justizminister:

Eugenius Sophus Ernst Heltzen, bis zum 30. März 1865, danach
Vertretung durch G. J. Quaade bis zum 7. April 1865, danach
Christian Jacob Cosmus Bræstrup
- Minister für Kirche und Unterrichtswesen: Eugenius Sophus Ernst Heltzen bis zum 30. März 1865, danach

Vertretung durch G. J. Quaade bis zum 7. April 1865, danach
Christian Jacob Cosmus Bræstrup
- Kriegsminister:

C.F. Hansen
- Marineminister: O. H. Lütken
- Minister für Schleswig: C. G. W. Johannsen bis zum 18. November 1864
- Minister für Holstein und Lauenburg:

C. A. Bluhme bis zum 18. November 1864
- Minister ohne Geschäftsbereich:

G. J. Quaade bis zum 13. Mai 1865, danach
Karl von Moltke

## Quelle
- Statsministeriet: Regeringen Bluhme II